# Ferral
Ferral és una freguesia (parròquia civil, semblant a Andorra) del concelho o municipi de Montalegre a Portugal. Té 15,83 km² de superfície i 547 habitants (2001).
Els nuclis que la constitueixen són: Ferral, Nogueiró, Pardieiros, Sacuzelo, Santa Marinha, Sidrós, Vila Nova, Bairro-EDP (Vila Nova), Cruz da Estrada i Viveiro.
Entre el patrimoni arqueològic, té especial rellevància el pont de la Misarela. Un monument conegut i visitat que creua el riu Rabagão abans del seu desembocament al riu Cávado i és objecte de diversos mites i llegendes. Aquest pont, construït al segle xviii, va ser escenari l'any 1809 d'una emboscada organitzada pels habitants de la zona dirigida a les tropes napoleòniques, perseguides des de Porto, en la qual els francesos van sortir derrotats.